# Thanatophilus terminatus
Thanatophilus terminatus es una especie de escarabajo carroñero del género Thanatophilus, categorizada en la tribu Silphini, de la subfamilia Silphinae. Fue descrita por Hummel en 1825.

## Distribución
Se distribuye por Europa: Rumania, Rusia, Ucrania y Asia: Irán, Turquía, Turkmenistán y Uzbekistán.